# Gressy (Seine-et-Marne)
Gressy település Franciaországban, Seine-et-Marne megyében. Lakosainak száma 803 fő (2022. január 1.). Gressy Claye-Souilly, Compans, Messy és Mitry-Mory községekkel határos.

## Népesség
A település népességének változása:
| Lakosok száma | 883  | 879  | 875  | 840  | 821  | 814  | 807  | 800  | 803  |
|               | 2013 | 2015 | 2016 | 2017 | 2018 | 2019 | 2020 | 2021 | 2022 |